# 福德坑溪
24°51′49″N 121°49′01″E / 24.863482°N 121.8169785°E
福德坑溪是位於台灣宜蘭縣頭城鎮的一條主要河流，屬雪山山脈東側水系得子口溪的支流。上游為針葉林自然保護區，最高峰鶯子頂山標高1,001公尺，為宜蘭五大名山之一:348，可遠眺龜山島:103。福德坑溪上游所在的福成里，為鎮內土地公廟最多的地區，其中最主要的三座為：吉祥福德廟（第一土地公）、財神福德廟（第二土地公）以及石鏡台福德廟（第三土地公）。